# Ống Crookes
Ống Crookes là một ống phóng điện khí thực nghiệm ban đầu, với chân không, do nhà vật lí người Anh William Crookes và một số khác sáng chế khoảng năm 1869-1875, trong đó các tia cực tím, các dòng electron được phát hiện. 
Được phát triển từ ống Geissler trước đó, ống Crookes bao gồm một bóng đèn thủy tinh đã được sơ tán với nhiều hình dạng, với hai điện cực kim loại, cực âm và cực dương, một ở hai đầu. Khi điện áp cao được áp dụng giữa các điện cực, các tia cathode (electron) được chiếu theo các đường thẳng từ cực âm. Nó được sử dụng bởi Crookes, Johann Hittorf, Julius Plücker, Eugen Goldstein, Heinrich Hertz, Philipp Lenard và những người khác để khám phá các tính chất của tia catot, đỉnh điểm là việc J.J. Thomson xác định tia cathode năm 1897 là các hạt tích điện âm, sau này được đặt tên là các điện tử. Ống Crookes hiện nay chỉ được sử dụng để chiếu tia âm cực.
Wilhelm Röntgen phát hiện tia X sử dụng ống Crookes năm 1895. Thuật ngữ ống Crookes cũng được sử dụng cho các ống tia X cực âm đầu tiên, phát ra từ ống Crookes thử nghiệm và được sử dụng cho đến khoảng năm 1920.